# Сельское поселение «Калганское»
Се́льское поселе́ние «Калганское» — муниципальное образование в Калганском районе Забайкальского края Российской Федерации.
Административный центр — село Калга.

## История
Статус и границы сельского поселения установлены Законом Читинской области от 19 мая 2004 года «Об установлении границ, наименований вновь образованных муниципальных образований и наделении их статусом сельского, городского поселения в Читинской области».

## Население
| 2010  | 2011  | 2012  | 2013  | 2014  | 2015  | 2016  |
| ----- | ----- | ----- | ----- | ----- | ----- | ----- |
| 3425  | ↘3417 | ↘3345 | ↘3299 | ↘3249 | ↘3228 | ↘3158 |
| 2017  | 2018  | 2019  | 2020  | 2021  |       |       |
| ↘3094 | ↘3038 | ↘2975 | ↘2913 | ↘2589 |       |       |

## Состав сельского поселения
| № | Населённый пункт | Тип населённого пункта       | Население |
| - | ---------------- | ---------------------------- | --------- |
| 1 | Калга            | село, административный центр | ↘2589     |